# Luverne (Minnesota)
Luverne és una població dels Estats Units a l'estat de Minnesota. Segons el cens del 2000 tenia 4.617 habitants.

## Demografia
Segons el cens del 2000, Luverne tenia 4.617 habitants, 1.968 habitatges, i 1.247 famílies. La densitat de població era de 524,3 habitants per km².
Dels 1.968 habitatges en un 26,4% hi vivien nens de menys de 18 anys, en un 53,8% hi vivien parelles casades, en un 7,3% dones solteres, i en un 36,6% no eren unitats familiars. En el 33,9% dels habitatges hi vivien persones soles el 21,2% de les quals corresponia a persones de 65 anys o més que vivien soles. El nombre mitjà de persones vivint en cada habitatge era de 2,25 i el nombre mitjà de persones que vivien en cada família era de 2,9.
Per edats la població es repartia de la següent manera: un 23,8% tenia menys de 18 anys, un 6,9% entre 18 i 24, un 22,3% entre 25 i 44, un 20,6% de 45 a 60 i un 26,4% 65 anys o més.
L'edat mediana era de 43 anys. Per cada 100 dones de 18 o més anys hi havia 83,5 homes.
La renda mediana per habitatge era de 36.271 $ i la renda mediana per família de 46.745 $. Els homes tenien una renda mediana de 30.549 $ mentre que les dones 22.660 $. La renda per capita de la població era de 18.692 $. Entorn del 5,7% de les famílies i el 8,8% de la població estaven per davall del llindar de pobresa.

## Poblacions més properes
El següent diagrama mostra les poblacions més properes.